# Lömischau
Lömischau, obersorbisch Lemišowⓘ, ist ein Ortsteil der Gemeinde Malschwitz im ostsächsischen Landkreis Bautzen mit 112 Einwohnern (2013). Zum Ortsteil zählt der Ausbau Neulömischau (ugs. Ziegenfauze). Der Ort zählt zum amtlichen sorbischen Siedlungsgebiet.

## Geografie
Lömischau befindet sich etwa 14 Kilometer nordöstlich der Kreisstadt Bautzen im Biosphärenreservat Oberlausitzer Heide- und Teichlandschaft links des Löbauer Wassers, unweit von dessen Mündung in die Spree. Die Nachbarorte sind Wartha im Osten, Guttau im Süden, Spreewiese am anderen Ufer der Spree im Westen und Halbendorf/Spree im Norden.

## Geschichte
Das Straßendorf wurde erstmals um 1400 als Lemschaw oder Lemmeschaw erwähnt und gehörte spätestens seit dem 16. Jahrhundert zur Kirchgemeinde Guttau. Der aus dem Sorbischen stammende Ortsname leitet sich von einem Personennamen Lemeš ab („Siedlung des Lemeš“), der wiederum auf einem slawischen Wort für „Pflugschar, Pflugeisen“ beruht (vgl. tschechisch lemeš, polnisch lemiesz).
1884 zählte Arnošt Muka in Lömischau insgesamt 111 Einwohner, davon 108 Sorben und nur drei Deutsche. 1925 hatte das Dorf 107 Einwohner, die allesamt evangelisch-lutherischer Konfession waren. 1936 wurde das bis dahin eigenständige Lömischau nach Wartha eingemeindet.
Der Anteil der sorbischsprachigen Bevölkerung ist – wie in der gesamten evangelischen Region nordöstlich von Bautzen – insbesondere in der zweiten Hälfte des 20. Jahrhunderts stark zurückgegangen.

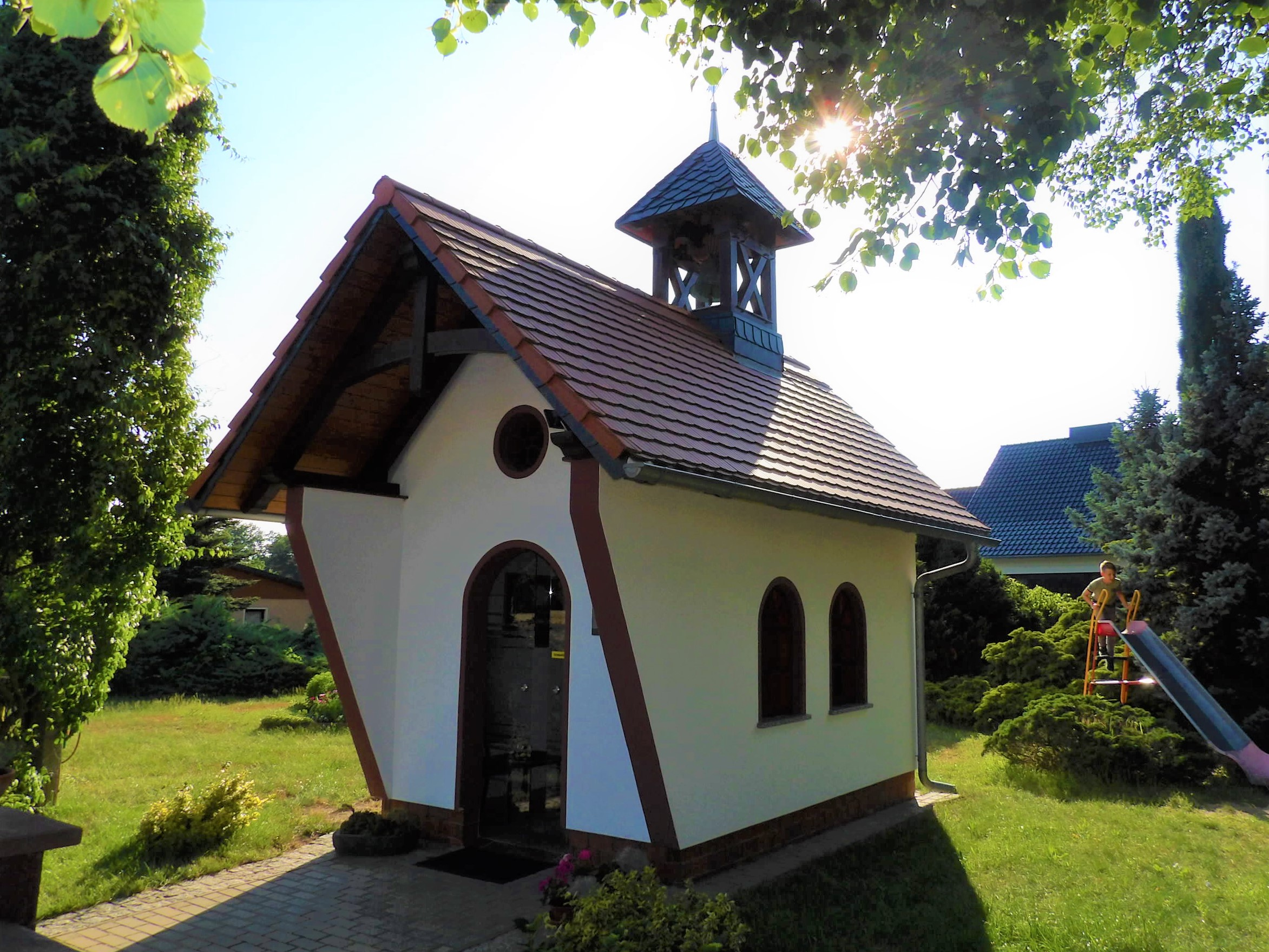
Die Lömischauer Kapelle

2015 wurde die Dorfkapelle neben dem Gasthof geweiht. Der Bau war eine Privatinitiative der ehemaligen Wirtsfamilie. In der Kapelle hängt eine Glocke, die im 18. Jahrhundert in Prag gegossen wurde. 